# Přesličníkovité
Přesličníkovité (Casuarinaceae) je čeleď vyšších dvouděložných rostlin z řádu bukotvaré (Fagales). Zahrnuje 4 rody, rozšířené v jihovýchodní Asii, Austrálii a Tichomoří. Svým vzhledem připomínají spíše jehličnany než dvouděložné dřeviny.

## Popis
Přesličníkovité jsou jednodomé nebo dvoudomé keře a stromy s tenkými zelenými článkovanými větévkami. Svým vzhledem připomínají spíše jehličnany. Na kořenech jsou hlízky se symbiotickými bakteriemi fixujícími vzdušný dusík. Chlupy jsou jednoduché nebo větvené. Listy jsou drobné, silně redukované, šupinovité, v přeslenech po 4 až 20, tvořící na každé uzlin větévky pochvu. Palisty nejsou přítomny. Květy jsou jednopohlavné, nenápadné, pravidelné, v jehnědách, klasech nebo hlávkách na konci postranních větévek. Okvětí chybí. V samčích květech je jediná tyčinka. Semeník v samičích květech je spodní, srostlý ze dvou plodolistů, s jednou nebo dvěma komůrkami. Čnělky jsou volné. V každém plodolistu jsou 2 vajíčka, z nichž jedno v průběhu vývoje zakrní (abortuje). Placentace je axilární. Květy jsou bez nektárií. Plodenství je klasovité, víceméně dřevnaté. Plodem je samara srostlá se 2 dřevnatými listenci. Semena jsou bez endospermu.

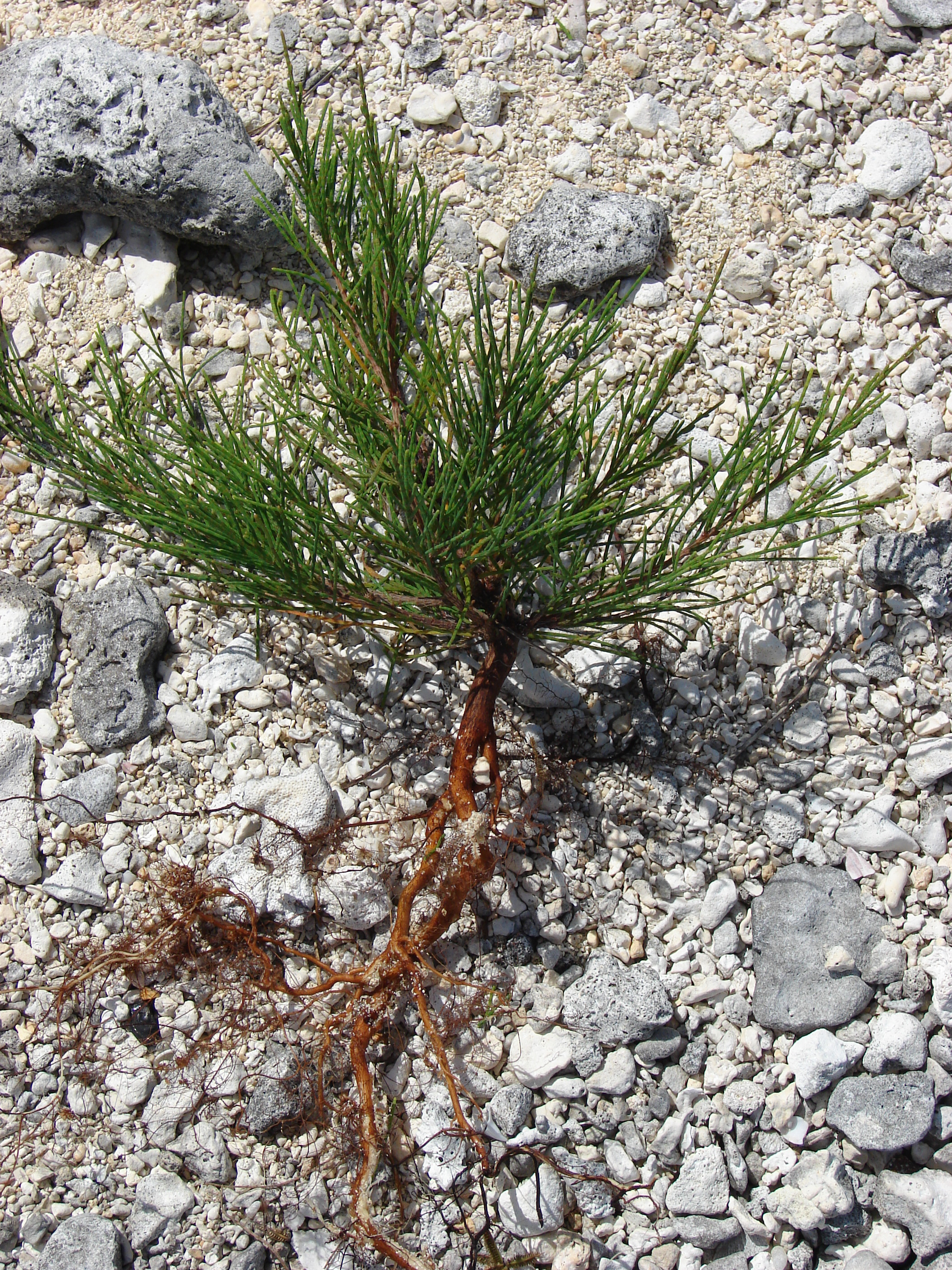
Mladá rostlina přesličníku Casuarina equisetifolia
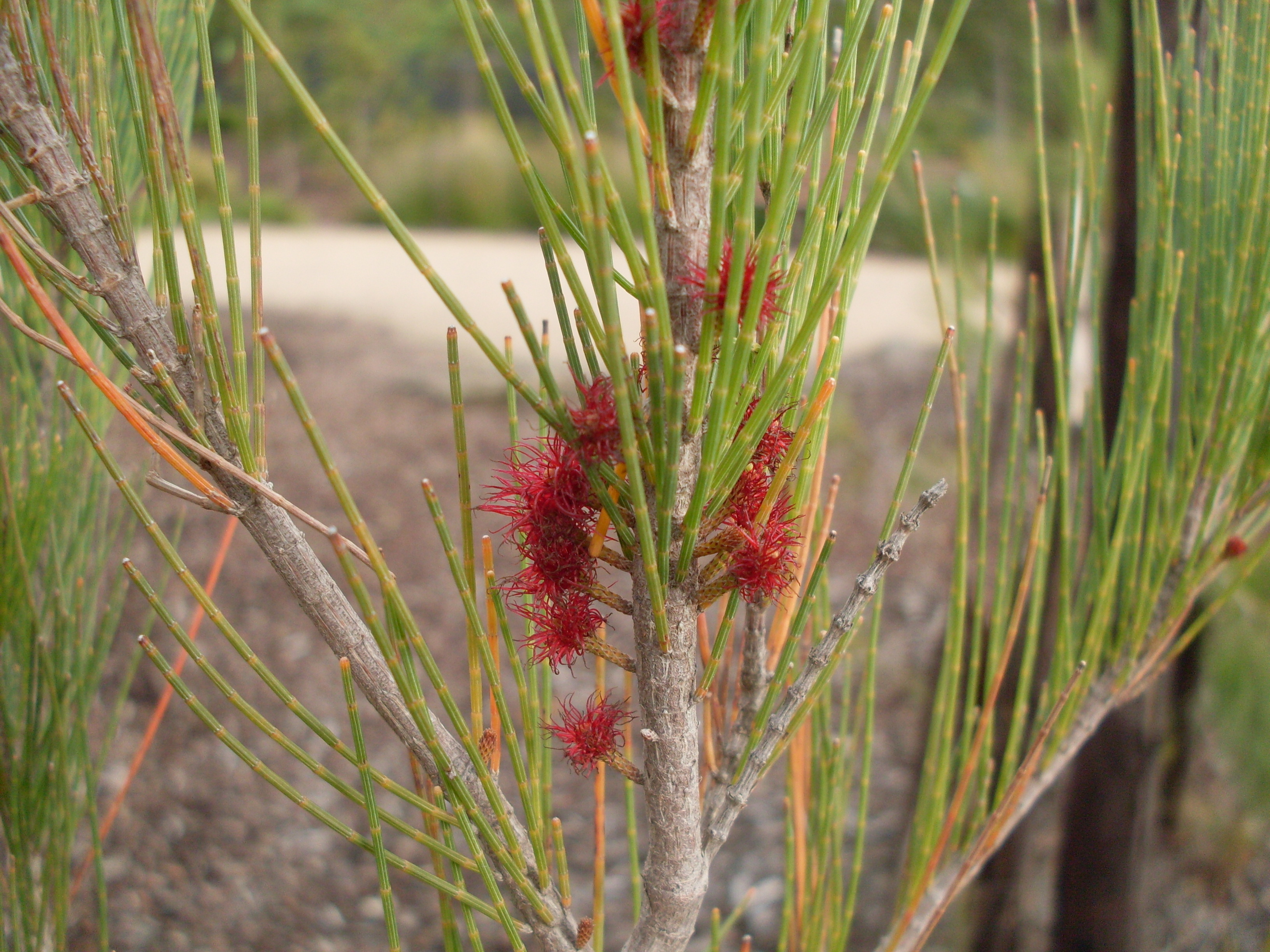
Květenství Allocasuarina littoralis
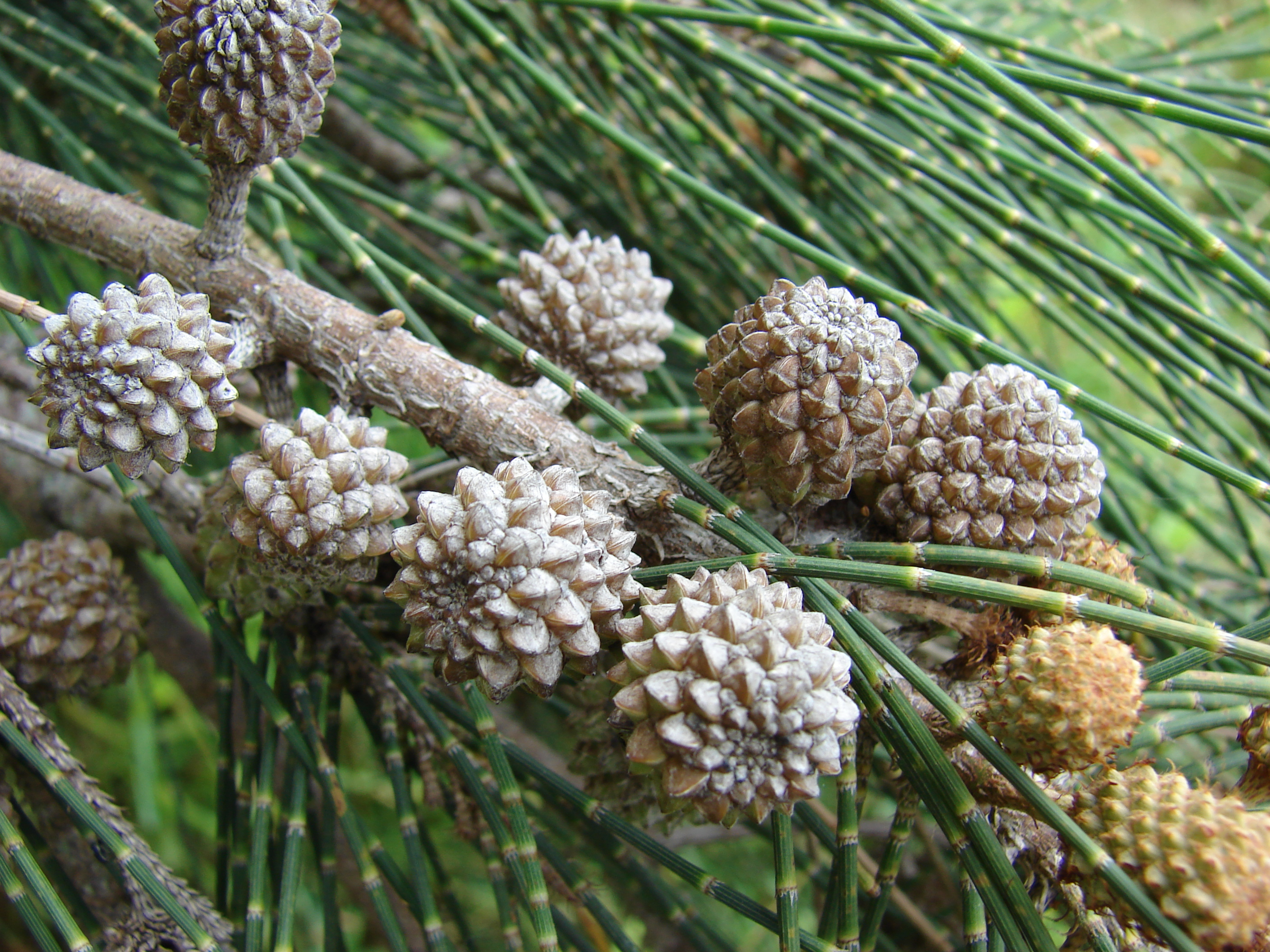
Plodenství přesličníku Casuarina glauca
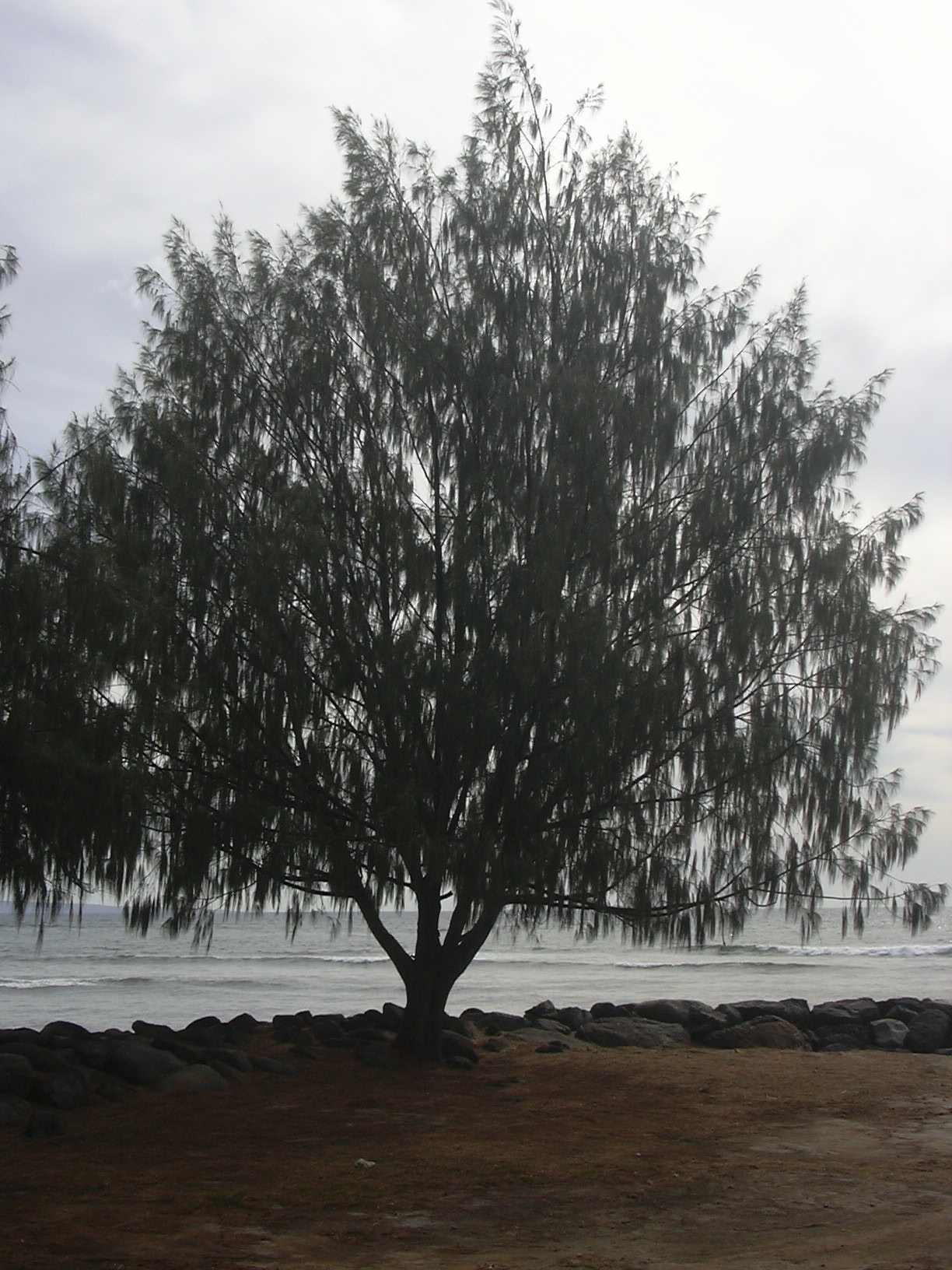
Habitus přesličníku Casuarina equisetifolia

## Rozšíření
Čeleď zahrnuje 95 druhů ve 4 rodech. Vyskytuje se v jihovýchodní Asii, v australské oblasti a na tichomořských ostrovech. Největší druhová diversita je v Austrálii. Často osidlují suché biotopy. Přesličníky (Casuarina) rostou zplanělé i v jiných oblastech tropů, především v Africe a Americe. Invazními dřevinami jsou například na Floridě.

## Ekologické interakce
Přesličníkovité jsou opylovány větrem. Křídlatá semena jsou také šířena větrem.

## Taxonomie
V dřívějších taxonomických systémech byla čeleď přesličníkovité řazena do samostatného řádu, nejčastěji do blízkosti řádu bukotvaré (Fagales). Sesterskou větví je podle kladogramů APG dvojice čeledí břízovité (Betulaceae) a Ticodendraceae. Původně čeleď zahrnovala jediný rod - přesličník (Casuarina). Později byl tento rod na základě morfologie a počtu chromozomů rozdělen na stávající 4 rody.

## Zástupci
- přesličník (Casuarina)

## Význam
Přesličníky jsou pěstovány v klimaticky příznivých oblastech jako okrasné dřeviny. Velmi tvrdé a pevné dřevo se používá k výrobě pražců, nářadí, nábytku a jako palivo. Kůra, která obsahuje hnědé barvivo, byla používána k barvení vlny a hedvábí. V suchých oblastech mají přesličníky velký význam při zpevňování písčitých, neúrodných a degradovaných půd. V některých zemích patří k základním melioračním dřevinám, které umožňují přeměnu pouští na zemědělskou půdu. K takovému účelu jsou využívány například v Egyptě a v Iráku. Protože dobře snášejí zasolené půdy, vysazují se někdy jako větrolamy na mořském pobřeží.

## Seznam rodů
Allocasuarina, Casuarina, Ceuthostoma, Gymnostoma